# Río Arbillas
Río Arbillas är ett vattendrag i Spanien. Det ligger i provinsen Provincia de Ávila och regionen Kastilien och Leon, i den centrala delen av landet, 130 km väster om huvudstaden Madrid.